# Men Plan, God Laughs
Men Plan, God Laughs is de tweeëntwintigste aflevering van het eerste seizoen van de televisieserie ER, die voor het eerst werd uitgezonden op 27 april 1995.

## Verhaal
Dr. Greene beseft dat zijn huwelijk uit elkaar dreigt te vallen en dat hij te weinig tijd met zijn dochter doorgebracht heeft. Hij wil minder gaan werken voor zijn gezin, maar dit stuit Dr. Swift tegen de borst. Op zijn werk heeft hij een acht weken oude baby in behandeling met een hartruis.
Dr. Benton maakt zich zorgen over verzorging van zijn moeder, en ondertussen krijgt hij ook gevoelens voor de verzorgster Jeanie Boulet. Op zijn werk krijgt hij een zestienjarige patiënt in behandeling met een aneurysma in zijn hersenen die op knappen staat. Hij zoekt nu wanhopig een chirurg die hem, ondanks alle risico’s, toch wil opereren.
Dr. Lewis probeert haar zus zover te krijgen dat zij haar zwangerschap serieus gaat nemen.
Dr. Ross stemt in om coach te worden van de honkbalteam waar Jake in speelt, dit betekent wel een serieuze stap in zijn relatie met Diane.

## Rolverdeling

### Hoofdrol
- Anthony Edwards - Dr. Mark Greene
- Christine Harnos - Jennifer Greene
- Yvonne Zima - Rachel Greene
- George Clooney - Dr. Doug Ross
- Sherry Stringfield - Dr. Susan Lewis
- Kathleen Wilhoite - Chloe Lewis
- Eriq La Salle - Dr. Peter Benton
- Michael Ironside - Dr. William 'Wild Willy' Swift
- Amy Aquino - Dr. Janet Coburn
- Scott Jaeck - Dr. Steven Flint
- Noah Wyle - John Carter
- Julianna Margulies - verpleegster Carol Hathaway
- Conni Marie Brazelton - verpleegster Connie Oligario
- Ellen Crawford - verpleegster Lydia Wright
- Deezer D - verpleger Malik McGrath
- Yvette Freeman - verpleegster Haleh Adams
- Vanessa Marquez - verpleegster Wendy Goldman
- Gloria Reuben - Jeanie Boulet
- Abraham Benrubi - Jerry Markovic
- Emily Wagner - ambulanceverpleegkundige Doris Pickman
- Montae Russell - ambulanceverpleegkundige Dwight Zadro

### Gastrol
- Lisa Zane - Diane Leeds
- Zachary Browne - Jake Leeds
- Andrea Parker - Linda Farrell
- Debra Jo Rupp - Mrs. Dibble
- Richard Herd - Dr. Murphy
- William Utay - Dr. Seymour Lassally
- Marion Yue - Dr. Sandra Li
- Charles Boswell - Lyle Strong
- Rebeccah Bush - Allison Wood
- Karl David-Djerf - Charles Caffee
- Nada Despotovich - Risa
- John Mariano - Leonard Apfenbach
- Rusty Schwimmer - Grollman
- Rolando Molina - Rolando

en vele andere